# Фелин (Ардеш)
Фели́н (фр. и окс. Félines) — коммуна во Франции, находится в регионе Рона — Альпы. Департамент коммуны — Ардеш. Входит в состав кантона Серьер. Округ коммуны — Турнон-сюр-Рон.
Код INSEE коммуны — 07089.
Коммуна расположена приблизительно в 440 км к юго-востоку от Парижа, в 50 км южнее Лиона, в 70 км к северу от Прива.

## Население
Население коммуны на 2008 год составляло 1462 человека.
| 1962 | 1968 | 1975 | 1982 | 1990 | 1999 | 2008 |
| ---- | ---- | ---- | ---- | ---- | ---- | ---- |
| 482  | 524  | 616  | 714  | 876  | 1106 | 1462 |

## Экономика
В 2007 году среди 938 человек в трудоспособном возрасте (15—64 лет) 693 были экономически активными, 245 — неактивными (показатель активности — 73,9 %, в 1999 году было 76,9 %). Из 693 активных работали 653 человека (365 мужчин и 288 женщин), безработных было 40 (16 мужчин и 24 женщины). Среди 245 неактивных 94 человека были учениками или студентами, 69 — пенсионерами, 82 были неактивными по другим причинам.